# Othaler Wald
Koordinaten: 51° 28′ 21″ N, 11° 22′ 26″ O
Der Othaler Wald ist ein Naturschutzgebiet in der Einheitsgemeinde Allstedt im Landkreis Mansfeld-Südharz in Sachsen-Anhalt.
Das Naturschutzgebiet mit dem Kennzeichen NSG 0367 ist rund 173 Hektar groß. Es ist fast vollständig Bestandteil des FFH-Gebietes „Der Hagen und Othaler Holz nördlich Beyernaumburg“. Das Gebiet steht seit 2003 unter Schutz (Datum der Verordnung: 15. Dezember 2003). Zuständige untere Naturschutzbehörde ist der Landkreis Mansfeld-Südharz.
Das Naturschutzgebiet liegt östlich von Sangerhausen. Es stellt Eichen-Hainbuchen- und Eichen-Rotbuchenwälder im flachwelligen Hügelland des südöstlichen Harzvorlandes unter Schutz. Die Traubeneichen der Eichenwaldkomplexe sind teilweise mehrere Jahrhunderte alt. Die Strauchschicht wird von Gewöhnlicher Haselnuss, Hainbuche und Winterlinde gebildet. Im mittleren Bereich des Schutzgebietes stockt in einer stark vernässten Quellmuldenbereich ein Bruchwald mit Erlen und Eschen.
Die Wälder im Naturschutzgebiet zeichnen sich durch einen hohen Alt- und Totholzanteil aus. Dieser bietet zahlreichen Insekten und Vögeln geeigneten Lebensraum. So sind hier z. B. Rotmilan, Wespenbussard, Kolkrabe, verschiedene Spechtarten, darunter Grau- und Mittelspecht, Waldbaumläufer, Nachtigall, Drosseln, Waldlaubsänger, Buchfink und Zaunkönig zu finden. Die Waldränder bieten u. a. Raubwürger, Neuntöter, Goldammer und verschiedenen Grasmückenarten geeigneten Lebensraum. Gewässer und feuchte Bereiche im Naturschutzgebiet sind Lebensraum von Kamm- und Teichmolch, Laubfrosch sowie Feuersalamander. Im Naturschutzgebiet kommen auch die Fledermausarten Kleiner Abendsegler, Mausohr und Bechsteinfledermaus vor.
Das Naturschutzgebiet wird von einer Kreisstraße zwischen Sangerhausen und dem Allstedter Ortsteil Beyernaumburg sowie einer parallel dazu verlaufenden Hochspannungstrasse durchschnitten. Im Norden grenzt es an die Bahnstrecke Halle–Hann. Münden und im Nordosten an eine zwischen Riestedt und Beyernaumburg verlaufende Landesstraße. Das Naturschutzgebiet ist größtenteils von landwirtschaftlichen Nutzflächen umgeben. Nur im Nordosten schließen sich jenseits der Landesstraße weitere Waldbereiche an.